# 来学嘉
来学嘉（1954年6月4日— - ）是一位中国密码学家，现为上海交通大学教授。他是国际数据加密算法的设计者之一。

## 生平
来学嘉于1982年从西安电子科技大学获得电子工程学士学位，1984年从西安电子科技大学获得数学硕士学位。1982年来学嘉结识了James Massey。当时Massey在西安电子科技大学做密码学演讲，来学嘉担任翻译。
1992年来学嘉从苏黎世联邦理工学院获得博士学位，他的导师是James Massey。他们合作设计了国际数据加密算法。

## 作品
- Xuejia Lai, James L. Massey. . 1991  [2014-11-14]. （原始内容存档于2021-02-24）.
- Xuejia Lai. . Hartung-Gorre. 1992. ISBN 9783891915738.